# شیلدبرت سوم

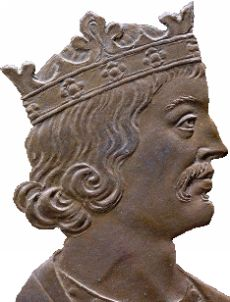
چهره شیلدبرت سوم بر یک نشان برنزی

شیلدبرت سوم دارای لقب دادگر (به فرانسوی: le Juste) (زاده ۶۷۰ یا ۶۸۳-درگذشت ۲۳ آوریل۷۱۱ (میلادی)) پسر تئودریک سوم و پادشاه مروونژی‌ها بود. وی از ۶۹۵ تا زمان مرگش پادشاه همه فرانک‌ها بود. وی پادشاهی فرمایشی بود و قدرت راستین را در زمان پادشاهیش شهرداران کاخ‌ها به دست داشتند.
پس از او پسرش داگوبرت سوم به پادشاهی رسید. با مرگ او بخش بورگوندی از سرزمین مروونژی‌ها جدا شد و به استقلال رسید.